# Żyły przełykowe

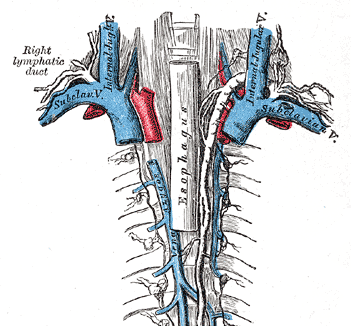
Przełyk i okoliczne naczynia krwionośne i limfatyczne (żyły przełykowe niepokazane)

Żyły przełykowe  (łac. venae esophageales) – w anatomii człowieka naczynia żylne zbierające krew z  przełyku. Żyły przełykowe uchodzą częściowo do żyły tarczowej dolnej (drobne żyły przełykowe dochodzą też bezpośrednio do żyły ramienno-głowowej) oraz do żyły nieparzystej i żyły nieparzystej krótkiej a także częściowo do żyły żołądkowej lewej. W dolnej części przełyku żyły tworzą silne sploty, co powoduje że dochodzi tam do zespolenia układu żyły głównej górnej i żyły wrotnej.